# 東京木材埠頭
東京木材埠頭株式会社（とうきょうもくざいふとう、英称：Tokyo Lumber Terminal Co.,Ltd.）は、東京都江東区若洲にある木材専門埠頭及び関連施設の管理・運営を行う合同出資会社であり、国内最大の木材物流基地である。

## 会社の概要
商社・港湾業者・木材業者等数多くの企業の合同出資により設立され、江東区若洲にある15号地木材ふ頭を運営している。
木場や新木場という地名があるように東京港には古くから貯木場があり、国内で消費される輸入木材の集約地としての機能が備わっていた。旧来、原木を運んできた貨物船は岸壁に接岸することなく、沖荷役といわれる方法で東京港内の海上で作業が行われていたが、次第に輸入木材は原木ではなく製材として輸入されることが多くなり、近年木材埠頭の需要が高まってきた。そこで輸入関連商社16社、港湾運送関連業者16社、木材業者44社の合同出資により設立されたのがこの会社である。

## 東京木材埠頭株式会社の沿革
- 1973年 2月 ： 資本金1億円をもって設立（本社：東京中央区）
- 1974年 5月 ： 資本金を2億円に増資
- 1974年10月 ： 東京都より野積場の使用許可、東京税関より保税上屋の許可を得て暫定営業を開始
- 1974年11月 ： 第1船「OREN BURG」入港
- 1976年 4月 ： 運輸大臣より倉庫業の免許を取得し倉庫営業を開始
- 1976年 5月 ： 資本金を4億円に増資
- 1979年 6月 ： 資本金を6億円に増資
- 1989年12月 ： 資本金を3億円に減資
- 1991年  3月 ： 本社を東京都江東区若洲に移転

## 施設概要・規模
1. 所在地 ： 東京都江東区若洲一丁目5番8号
2. 岸壁 ： 30,000DWT 全長720m（3バース）幅20m、水深12m
3. 荷捌・保管用地 ： 約 260,000m2
4. 事務所 ： 2階建 1棟 1,143m2
5. 保管 ： 野積 80,000m3、雨天荷捌施設 57棟 120,000m3（計 200,000m3）